# 20420 Марашвітмен
20420 Марашвітмен (20420 Marashwhitman) — астероїд головного поясу, відкритий 26 вересня 1998 року.
Тіссеранів параметр щодо Юпітера — 3,383.